# Tsjechische Sociale Volkspartij
De Tsjechische Sociale Volkspartij (Tsjechisch: Česká strana národně sociální, ČSNS) is een politieke partij in de Tsjechische Republiek met een sociaalliberaal, conservatief en burgerlijk-nationalistisch karakter. De partij, die in 1897 werd opgericht, speelde in het verleden een belangrijke rol binnen het Tsjecho-Slowaakse politieke bestel. Tegenwoordig verkeert de partij in de marge van de macht.

## Partijnaam
De partijnaam kan in het Nederlands ook worden vertaald als Tsjecho-Slowaakse Nationale Sociale Partij. Dit komt omdat het naamdeel národně naast "volk" ook "nationaal" betekent. Door de geschiedenis heen is de partij regelmatig van naam veranderd.

## Geschiedenis

### Periode 1897-1945
De ČSNS kwam in 1897 voort uit de Jong-Tsjechische Partij (Mladočeši) en droeg aanvankelijk de naam Tsjechische Sociale Volkspartij (Česká strana národně sociální) en droeg een progressief liberaal en nationalistisch karakter. Later werden ook wat min of meer vage socialistische elementen geïntroduceerd. De partij streefde naar een onafhankelijke Tsjechische staat, los van de Dubbelmonarchie Oostenrijk-Hongarije waartoe Tsjechië (Bohemen en Moravië) toentertijd behoorden. Aan het einde van de Tweede Wereldoorlog kwam de Dubbelmonarchie tot een einde en ontstonden er verschillende nieuwe staten in Midden-Europa waaronder de republiek Tsjecho-Slowakije. Binnen het staatsbestel van de nieuwe staat vervulde de partij, die sinds 1919 de naam Tsjecho-Slowaakse Socialistische Partij (Česká strana socialistická) droeg, een belangrijke rol. President Tomáš Masaryk (1850-1937) was weliswaar geen lid van de partij, maar was wel een geestverwant. Edvard Beneš (1884-1948), premier en na de dood van Masaryk president (1937-1948), was sinds 1923 lid van de partij. De partij participeerde in verschillende regeringen, maar leverde nooit de premier. Qua omvang behoorde de partij tot de middelgrote partijen in het parlement. Haar meeste aanhang vond de partij in Tsjechië, onder de middenklasse en kleine zelfstandigen. In 1923 werd de partij niet toegelaten tot de Socialistische Internationale; de Tsjecho-Slowaakse Sociaaldemocratische Partij, die wel lid was van de Socialistische Internationale, verhinderde dit.

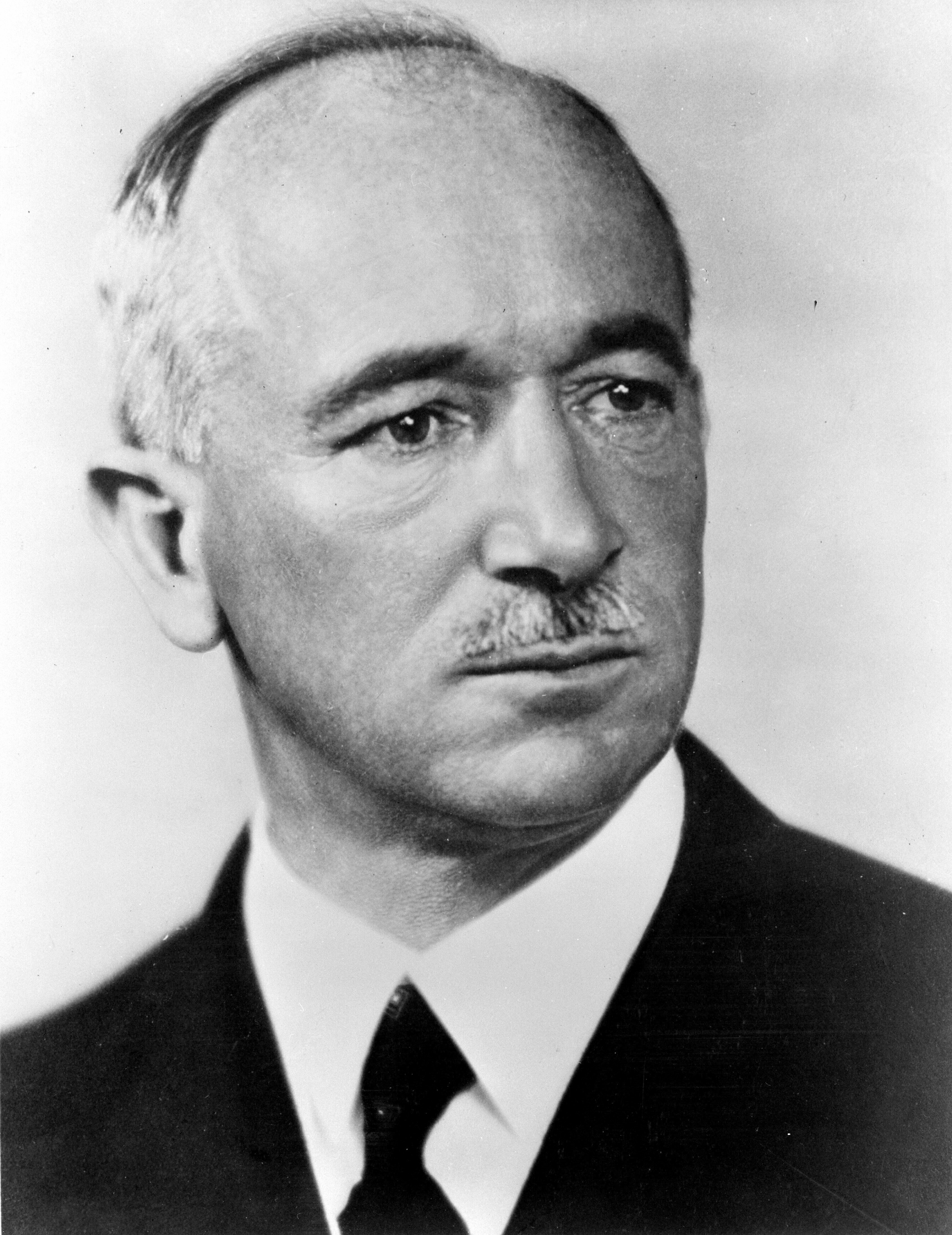
President Edvard Beneš (1935-1938, 1945-1948)

In 1926 werd de partijnaam gewijzigd in Tsjecho-Slowaakse Volkssocialistische Partij (Československá strana národně socialistická). De partijnaam kan ook worden vertaald als Tsjecho-Slowaakse Nationale of Nationaalsocialistische Partij. Dit kan evenwel de indruk wekken dat men van doen heeft met een fascistische partij. De ČSNS was in het interbellum echter progressief liberaal en reformistisch socialistisch van karakter en had hoegenaamd niets gemeen met het fascisme of nationaalsocialisme.

### Tweede Wereldoorlog
In 1938, aan de vooravond van de instelling van het Duitse Protectoraat Bohemen en Moravië werd door de autoritaire regering van Tsjecho-Slowakije besloten tot de instelling van een tweepartijenstelsel in het Tsjechische deel. Aan de rechterzijde van het politieke spectrum ontstond de Partij van Nationale Eenheid (Strana národní jednoty) van premier Rudolf Beran en ter linkerzijde ontstond de Nationale Arbeiderspartij (Národní strana práce). De eerste partij werd gedomineerd door politici die afkomstig waren uit de burgerlijke en conservatieve partijen, terwijl de tweede partij voornamelijk was samengesteld uit leden van de sociaaldemocratische partij. De ČSNS viel in tweeën uiteen: de rechtervleugel (minderheid) ging op in de Partij van Nationale Eenheid, de linkervleugel (meerderheid) ging op in de Nationale Arbeiderspartij.
Tijdens de Tweede Wereldoorlog (1939-1945) was een deel van de vroegere leden van de ČSNS betrokken bij illegale activiteiten tegen de Duitse bezetter. Naar het buitenland uitgeweken politici van ČSNS traden in Londen toe tot de Tsjecho-Slowaakse regering in ballingschap onder leiding van Edvard Beneš (president) en de rooms-katholieke geestelijke Jan Šrámek (minister-president).

### Periode 1945-1989
Na de bevrijding van Tsjecho-Slowakije door het Rode Leger (1945) keerde de regering in ballingschap naar Praag terug en kwam er een regering van het Nationaal Front (Národní fronta / Narodný front) tot stand. Binnen deze regering participeerden naast de Communistische Partij van Tsjecho-Slowakije (KSČ) nog vijf andere partijen, waaronder de ČSNS. Later werd de samenstelling van het Nationaal Front ten gunste van steeds machtiger wordende communistische partij: een aantal partijen werden uit het Front verwijderd (de Slowaakse Democratische Partij en de sociaaldemocraten) en na de communistische coup van februari 1948 werden de overige partijen, waartoe de ČSNS behoorde, gelijkgeschakeld. Partijleider Petr Zenkl (1884-1975), vice-premier sinds 1946, en een tegenstander van de groeiende communistische invloed, nam ontslag uit de regering en wist naar het buitenland te ontkomen. Zenkl bleef tot zijn dood leider van de ČSNS in ballingschap en had een belangrijk aandeel in de totstandkoming van de Raad van Vrij Tsjecho-Slowakije dat gevestigd was in Washington, D.C. en waarvan hij de leiding had tot 1972.
Na de gelijkschakeling werd de partijnaam gewijzigd in Tsjecho-Slowaakse Socialistische Partij (Československá strana socialistická). Leider van de partij werd Emanuel Šlechta (1895-1960). De ČSS bleef gedurende het communistische tijdperk (1948-1989) als onderdeel van het Nationaal Front lid van de regering, maar vervulde geen rol van invloed. Toen Šlechta aan het einde van de jaren '50 streefde naar een meer onafhankelijke positie van de ČSS ten opzichte van de KSČ, leidde dit ertoe dat hij als partijleider het veld moest ruimen (1960) en kort daarop een einde maakte aan zijn leven. Tijdens de Praagse Lente (1968) werd Bohuslav Kučera (1923-2006) gekozen tot partijleider. Hij voerde aanvankelijk een voorzichtig hervormingsgezinde koers maar wijzigde deze koers spoedig na de inval van de Warschau-pactstaten. Kučera bleef tot het einde van het communistische regime in 1989. Tijdens de Fluwelen Revolutie in december 1989 werd het oude bestuur vervangen en verbrak de partij de samenwerking met de KSČ.

### Periode sinds 1990
Wegens interne strubbelingen heeft de ČSS geen enkele rol van betekenis gespeeld in het post-communistische Tsjecho-Slowakije. In 1993 werd de partijnaam gewijzigd in Sociale Liberale Volkspartij (Liberální strana národně sociální) en in 1995 in Vrije Democraten - Sociale Liberale Volkspartij (Svobodní demokraté - Liberální strana národně sociální). De huidige naamgeving, Tsjechische Sociale Volkspartij, dateert van 1997. Sinds 1996 is de partij niet meer vertegenwoordigd in het Parlement van de Tsjechische Republiek.

## Verkiezingsresultaten

### Landelijke/Federale verkiezingen
| Jaar                                              | Percentage | Zetels | Verschil |
| Tsjecho-Slowaakse Republiek                       |            |        |          |
| 1920                                              | 8,1%       | 24/281 | NIEUW    |
| 1925                                              | 8,6%       | 28/300 | 4        |
| 1929                                              | 10,4%      | 32/300 | 4        |
| 1935                                              | 9,2%       | 28/300 | 4        |
| 1946                                              | 18,3%      | 55/300 | 27       |
| 1948                                              | —          | 23/300 | 32       |
| 1954                                              | —          | 20/300 | 3        |
| Tsjecho-Slowaakse Socialistische Republiek (ČSSR) |            |        |          |
| 1960                                              | —          | 19/300 | 1        |
| 1964                                              | —          | 24/300 | 5        |
| 1971                                              | —          | —      | —        |
| 1976                                              | —          | —      | —        |
| 1981                                              | —          | —      | —        |
| 1986                                              | —          | —      | —        |
| Tsjechische en Slowaakse Federale Republiek       |            |        |          |
| 1990                                              | 2,68%      | 0/200  | —        |
| 1992                                              | 6,52%      | 16/200 | 16       |
| Tsjechische Republiek                             |            |        |          |
| 1996                                              | 2,05%      | 0/200  | 16       |
| 2002                                              | 0,8%       | 0/200  | Stabiel  |
| 2006                                              | 0,03%      | 0/200  | Stabiel  |
| 2010                                              | 0,0%       | 0/200  | Stabiel  |
| 2013                                              | 0,27%      | 0/200  | Stabiel  |

### Lokale verkiezingen
De ČSNS beschikt over 9 gemeenteraadszetels op de 62.300.

## Ideologie
Tegenwoordig is de ČSNS een gematigd sociaal-liberale, conservatieve en nationalistische partij. De partij is Eurosceptisch. Op economisch gebied is de partij centrumlinks en op sociaal gebied centrumrechts. Tijdens de communistische periode (1948-1989) had de partij een socialistisch, niet-marxistisch profiel.

## Verwijzingen
1. ↑  csns.cz
2. ↑  Voorheen was hij partijloos.
3. ↑  Tsjechische Nationale Raad